# 1715년
1715년은 화요일로 시작하는 평년이다.

## 연호
- 청(淸) 강희(康熙) 54년
- 일본(日本) 쇼토쿠(正徳) 5년
- 후 레 왕조(後黎朝) 빈틴(永盛) 11년

## 기년
- 류큐(琉球) 쇼케이왕(尚敬王) 3년
- 청(淸) 성조 강희제(聖祖 康熙帝) 54년
- 조선(朝鮮) 숙종(肅宗) 41년
- 후 레 왕조(後黎朝) 유종(裕宗) 11년

## 사건
- 9월 1일 - 프랑스의 루이 15세 즉위

## 탄생
- 7월 16일 - 프랑스의 귀족, 군인 수비즈 공작 샤를 드 로앙. (~1986년)
- 10월 23일 - 러시아 제국 로마노프 왕조의 3번째 군주 표트르 2세. (~1730년)

### 미상
- 조선 후기의 왕족 상원군 이공. (~1733년)
- 프랑스의 귀족, 군인 수비즈 공작 샤를 드 로앙. (~1787년)

## 사망
- 9월 1일
  - 프랑스의 왕 루이 14세. (1638년~)
  - 프랑스 조각가 프랑수아 지라르동. (1628년~)